# 올리버 마수치
올리버 마수치(독일어: Oliver Masucci, 1968년 12월 6일 ~ )는 독일의 배우이다.

## 출연 작품
- 데이 시프트 (2022) - 클라우스 역
- 앙팡 테리블 (2020)
- 완벽한 주인 (2018)
- 작가 미상 (2018) - 안토니우스 판 페르텐 역
- 트레킹: 저주의 숲 (2018)
- 그가 돌아왔다 (2015)